# Cyphostemma septemfoliolata
Cyphostemma septemfoliolata är en vinväxtart som beskrevs av Wild & R. B. Drumm.. Cyphostemma septemfoliolata ingår i släktet Cyphostemma och familjen vinväxter. Inga underarter finns listade i Catalogue of Life.